# Ntoum
Ntoum är en ort i Gabon. Den ligger i provinsen Estuaire, i den nordvästra delen av landet, 30 km öster om huvudstaden Libreville. Antalet invånare är 51 954.